# Margarito Ledesma
Margarito Ledesma. Guanajuatense, quien nace en Comonfort, el 28 de junio de 1887, y muere en San Miguel de Allende, el 27 de diciembre de 1974.
Sus primeros estudios los hace en su población natal, para continuarlos en Acámbaro y concluirlos en Dolores Hidalgo; y los de abogacía en Guanajuato, en el Colegio del Estado, donde se titula en 1910.
Zavala es notario público en San Miguel de Allende. En 1930 funda la Escuela Secundaria Comercial y de Enfermería y Obstetricia, siendo su primer director.
Es diputado federal de la XXVII Legislatura en México y, más tarde, diputado estatal de la XXXVI Legislatura de Guanajuato, también fue el fundador de la casa de la cultura de Comonfort, dando acceso así, a las diversas expresiones artísticas que había en nuestro municipio .
Ledesma es el autor de Poesías, de Margarito Ledesma (humorista involuntario), publicada en 1950, y de Tradiciones y leyendas sanmiguelenses (edición póstuma).